# Chiruromys lamia
Chiruromys lamia is een knaagdier uit het geslacht Chiruromys dat voorkomt op Nieuw-Guinea. Deze muis leeft in de regenwouden van de Owen Stanley Range in Zuidoost-Nieuw-Guinea, van 1200 tot 2300 m hoogte. Dit dier leeft in bomen.
Dit dier lijkt sterk op C. forbesi, maar is veel kleiner. C. vates is ongeveer even groot, maar die heeft puntigere oren en een rodere vacht. De kop-romplengte bedraagt 97 tot 120 mm, de staartlengte 147 tot 172 mm, de achtervoetlengte 23.6 tot 24.4 mm, de oorlengte 17.1 tot 19.8 mm en het gewicht 40.5 tot 56 gram. Vrouwtjes hebben 1+2=6 mammae.